# Campaea honorifica
Campaea honorifica là một loài bướm đêm trong họ Geometridae.